# ゴベルタ (小惑星)
ゴベルタ (316 Goberta) は、小惑星帯の典型的な小惑星である。C型小惑星でテミス族に属する。
1891年9月8日にオーギュスト・シャルロワがニースで発見した。名前の由来は不明である。